# Raymond Floyd
Raymond "Ray" Floyd, född 4 september 1942 i Fort Bragg, North Carolina, är en amerikansk professionell golfspelare. 
Floyd blev professionell 1961 och etablerade sig snabbt på  PGA-touren med sin första seger  1963. Hann vann 22 segrar på touren med den sista 1992 då han vid 49 års ålder blev en av de äldsta spelarna att vinna en PGA-tävling. Floyd har vunnit fyra majors och han rankas som en av de äldsta spelarna som har vunnit en major.
Floyds karriär fortsatte när han kvalificerade sig för Senior PGA Tour, numera Champions Tour, 1992 där han mellan 1992 och 2000 vann 14 tävlingar.
Utöver alla segrar i USA har Floyd vunnit minst 24 ytterligare turneringar runt om i världen vilket gör honom till segrare av minst 60 tävlingar under hela sin golfkarriär.

## Meriter

### Majorsegrar
- 1969 PGA Championship
- 1976 The Masters Tournament
- 1982 PGA Championship
- 1986 US Open

### Segrar på PGA-touren
- 1963  St. Petersburg Open Invitational
- 1965 St. Paul Open Invitational
- 1969 Greater Jacksonville Open,  American Golf Classic
- 1975 Kemper Open
- 1976 World Open Golf Championship
- 1977 Byron Nelson Golf Classic,  Pleasant Valley Classic
- 1979 Greater Greensboro Open
- 1980 Doral-Eastern Open
- 1981 Doral-Eastern Open,  Tournament Players Championship,  Manufacturers Hanover Westchester Classic
- 1982 Memorial Tournament,  Danny Thomas Memphis Classic
- 1985 Houston Open
- 1986 Walt Disney World/Oldsmobile Classic
- 1992 Doral-Ryder Open

### Segrar på Champions Tour
- 1992  GTE North Classic,  Ralphs Senior Classic,  SENIOR TOUR Championship
- 1993 Gulfstream Aerospace Invitational,  Northville Long Island Classic
- 1994 The Tradition,  Las Vegas Senior Classic,  Cadillac NFL Golf Classic,  GOLF MAGAZINE SENIOR TOUR Championship
- 1995 PGA Seniors' Championship,  Burnet Senior Classic,  Emerald Coast Classic
- 1996 Ford Senior Players Championship
- 2000 Ford Senior Players Championship

### Övriga segrar
- 1978 Brazilian Open
- 1979 Costa Rica Open
- 1981 Canadian PGA, Seiko Point Leader
- 1982 Seiko Point Leader
- 1985 Chrysler Team Championship (med Hal Sutton)
- 1988 Skins Game
- 1990 RMCC Invitational (med Fred Couples)
- 1992 Fuji Electric Grandslam
- 1993 Franklin Funds Shark Shootout (med Steve Elkington)
- 1994 Diners Club Matches (med Dave Eichelberger), Senior Skins Game
- 1995 Senior Skins Game, Senior Slam at Los Cabos, Office Depot Father/Son Challenge (med Raymond Jr.), Lexus Challenge (med Michael Chiklis)
- 1996 Senior Skins Game, Senior Slam at Los Cabos, Office Depot Father/Son Challenge (med Raymond Jr.)
- 1997 Senior Skins Game, Office Depot Father/Son Challenge (med Raymond Jr.), Lexus Challenge (med William Devane)
- 1998 Senior Skins Game
- 2000 Office Depot Father/Son Challenge (med Robert)